# Pseudotricapus longipetiolatus
Pseudotricapus longipetiolatus là một loài tò vò trong họ Ichneumonidae.